# Historia del uniforme del Club de Deportes Santiago Morning

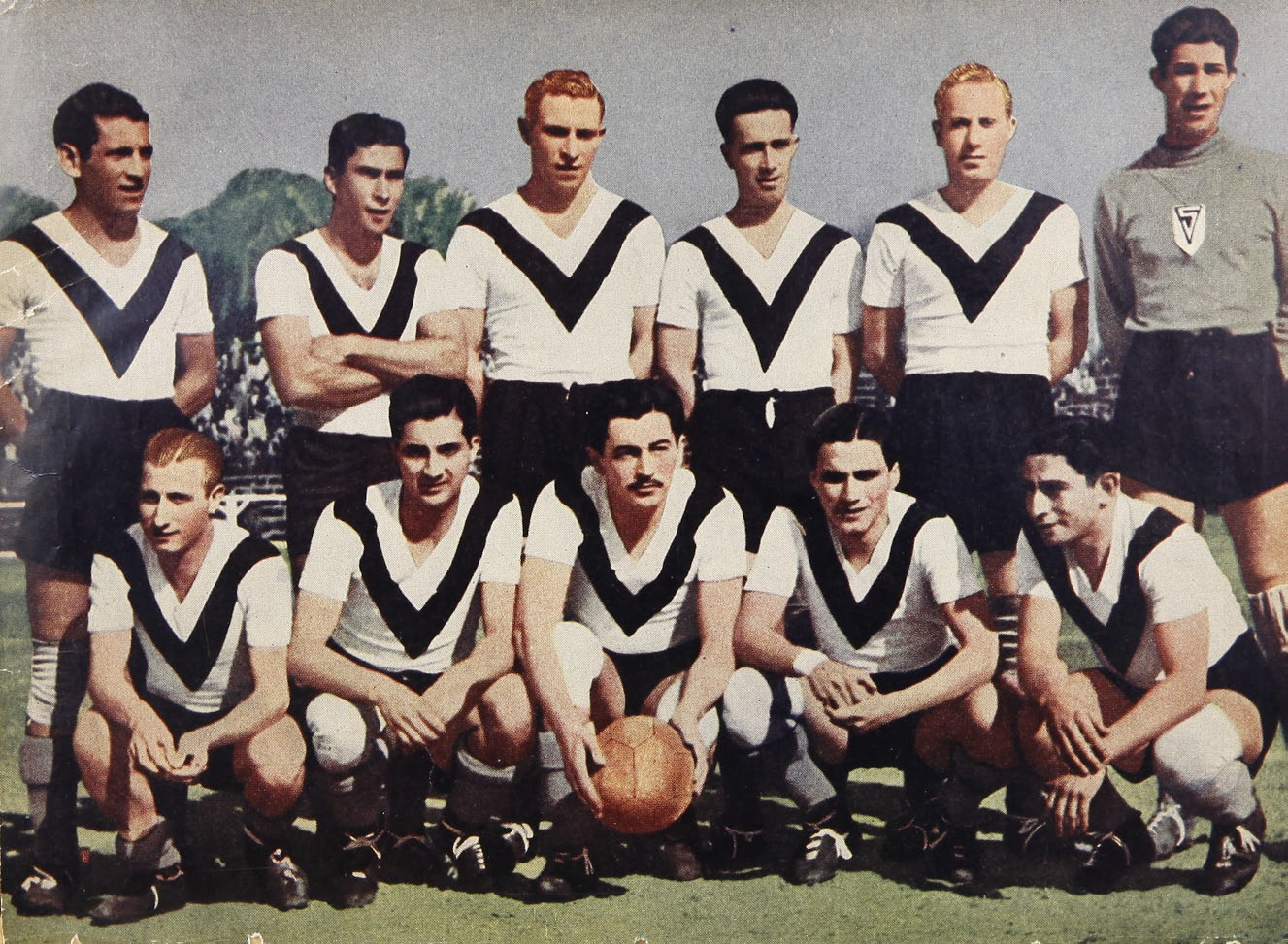
XI inicial de Santiago Morning utilizando el uniforme local de la temporada 1942

La Indumentaria de Santiago Morning es el utilizado por los jugadores «Bohemios» tanto en competencias nacionales como internacionales, desde el primer equipo hasta los juveniles, como también el equipo femenino.
La vestimenta titular histórica usada por el club consta de camiseta blanca con una v negra, pantalón negro y medias blancas, la cual ha sufrido leves cambios de diseños.
La vestimenta alternativa ha tenido varios colores como diseños, actualmente se compone de camiseta negra, pantalón negro y medias negras.

## Uniforme titular
| 1936 | 1941-43 | 1943-48 | 1948 | 1949-52 | 1953 | 1954 | 1955 | 1956 |

| 1957 | 1958-60 | 1960 | 1961-62 | 1962 | 1963 | 1964 | 1965 | 1966 |

| 1967-68 | 1973 | 1975 | 1977 | 2002 | 2002 | 2008-10 | 2010-13 | 2013-14 |

| 2014-17 | 2019 | 2020-21 | 2021 | 2024 |

## Uniforme alternativo
| 1942 | 1948 | 1951 | 1968 | 2002 | 2008-10 | 2010 | 2013-16 | 2017 |

| 2019 | 2020-21 | 2024 |

## Indumentaria y patrocinadores
| Período   | Proveedor             |
| --------- | --------------------- |
| 1998-2000 | JF Sports             |
| 2001      | Puma                  |
| 2002-2003 | JF Sports             |
| 2005      | Keuka                 |
| 2006      | Lotto                 |
| 2007-2017 | Training Professional |
| 2018-2019 | CAFU Football         |
| 2020-2021 | OneFit                |
| 2022-     | KS7                   |

| Período   | Patrocinador       |
| --------- | ------------------ |
| 1975-1977 | Marcopolo          |
| 1978      | Antar              |
| 1980-1983 | Ariztía            |
| 1990      | Radiadores Pedrero |
| 1994      | Cerveza Cristal    |
| 1996-2002 | Metalpar           |
| 2002-2004 | Caio               |
| 2006      | La Gran Guía       |
| 2007-2010 | Finasur            |
| 2011      | Cordep             |
| 2011-2012 | Onduline           |
| 2013-2022 | Finasur            |
| 2023-     | Latamwin           |